# Ministère de l'Habitat et du Développement urbain
Le ministère de l'Habitat et du Développement urbain (en anglais, Ministry of Housing and Urban Development) est un ministère camerounais. Il est placé sous l’autorité d’un ministre. Il est responsable des décisions en matière d’élaboration de la mise en œuvre de la politique du gouvernement en matière d’habitat et du développement urbain et rural.

## Histoire
Le Ministère de l’habitat et du développement urbain a connu plusieurs dénominations, depuis sa création par le décret N°79/473 du 8 novembre 1979 d’un département ministériel spécifiquement consacré aux questions d’urbanisme et d’habitat, le ministère de l’urbanisme et de l’habitat (MINUH).
En 1997, le ministère de la ville (MINVIL), entité distincte du ministère de l’urbaniste et de l’habitat est créé par le décret N° 97/205. Il a pour mission l’amélioration du cadre de vie dans les villes.
En 2004, le ministère du développement urbain et de l’habitat (MINDUH) est créé par le décret N°2004/320 du 08 décembre 2004. Il regroupe les compétences du ministère de la ville et celle du ministère de l’urbanisme et de l’habitat en matière d’urbanisme d’opérations urbaines et de politique d’habitat sur l’ensemble des villes.
En 2011, le ministère du développement urbain et de l’habitat change de dénomination et devient le ministère de l’habitat et du développement urbain par le décret 2011/408 du 09 décembre 2011.

## Organisation
Le Ministère de l’habitat et du développement urbain est placé sous l’autorité d’un ministre composé d’un secrétariat particulier, de deux conseillers techniques, d’une inspection générale, d’une administration centrale et de services déconcentrés.

## Mission
Le ministère est chargé :

### En matière d’habitat[5]
- De la mise en œuvre de la politique d’habitat social

- De l’élaboration et de la mise en œuvre d’un plan d’amélioration de l’habitat, tant en milieu urbain qu’en milieu rural

- De la définition du contrôle de l’application des normes en matière d’habitat

### En matière de développement urbain[5]
- De la planification et du contrôle du développement des villes

- De l’élaboration et du suivi de la mise en œuvre des stratégies d’aménagement et de restructuration des villes

- De la définition des normes en matière d’assainissement, de drainage et du contrôle du respect de ces normes

- De l’élaboration et de la mise en œuvre des stratégies de développement social intégré des différentes zones urbaines

- De la définition des normes en matière d’hygiène et de la salubrité, d’enlèvement et ou de traitement des ordures ménagères, ainsi que du contrôle du respect de ces normes

- De l’embellissement des centres urbains, en liaison avec les départements ministériels et les collectivités territoriales décentralisées

- De l’élaboration et de la mise en œuvre des stratégies d’amélioration de la circulation dans les grands centres urbains

- De l’élaboration et de la mise en œuvre des stratégies de gestion des infrastructures urbaines

- De la liaison avec les organisations internationales concentrées par le développement des grandes villes.

## Liste des ministres depuis 1972
| N° | Périodes               | Noms et prénoms           | Images |
| -- | ---------------------- | ------------------------- | ------ |
| 1  | 2019                   | Célestine Keutcha Courtès |        |
| 2  | 2011-2019              | Jean-Claude MBWTCHOU      |        |
| 3  | 2006-2011              | Clobert TCHATAT           |        |
| 4  | 2004-2006 et 2002-2004 | Lekene DONFACK            |        |
| 5  | 2000-2002              | Claude Joseph MBAFOU      |        |
| 6  | 1997-2000              | Antoine Zanga             |        |
| 7  | 1992-1997              | Hamadou Moustapha         |        |
| 8  | 1982-1992              | Henri Eyebe Ayissi        |        |
| 9  | 1986-1989              | Léopold Ferdinand OYONO   |        |
| 10 | 1983-1986              | Abdoulaye Babalé          |        |
| 11 | 1982-1983              | Hamadou Moustapha         |        |
| 12 | 1972-1975              | Paul TESSA                |        |